# Distrito de Metapán
El Distrito de Metapán es uno de los tres distritos en que se dividía originalmente el departamento de Santa Ana, en El Salvador. Fue creado en 1786, perteneciendo a la Intendencia de San Salvador.
El Distrito de Metapán estaba formado por los siguientes municipios:
- Metapán
- Masahuat
- San Antonio Pajonal
- Santiago de la Frontera y
- Santa Rosa Guachipilín

A partir de la década de 1940, los distritos empezarían a perder significación práctica, siendo en las décadas siguientes olvidados en la definición de nuevas unidades territoriales; pasando a comprender la organización del país únicamente dos niveles,  el departamental y el municipal.
Para el año 2023, se realiza una reestructuración de los municipios restaurando el sistema distrital únicamente como una división auxiliar al municipal. Con esta reforma el antiguo Distrito de Metapán es desintegrado; y los antiguos municipios (ahora distritos municipales) se integran a las alcaldías de Santa Ana Norte (Metapán, Masahuat y Santa Rosa Guachipilín) y de Santa Ana Oeste (San Antonio Pajonal y Santiago de la Frontera).